# دلایل و اشخاص
دلایل و اشخاص (به انگلیسی: Reasons and Persons) کتابی است از فیلسوف درک پارفیت که در آن به اخلاق، عقلانیت و هویت شخصی می‌پردازد. این کتاب در سال ۱۹۸۴ منشر شده‌است.
این کتاب به چهار بخش تقسیم می‌شود که به نظریه‌های خودباخت، عقلانیت و زمان، هویت شخصی و مسئولیت در قبال نسل‌های آینده اختصاص دارد.

## خلاصه

### نظریه‌های خودشکوفایی
بخش ۱ استدلال می‌کند که برخی نظریه‌های اخلاقی «خود» را نابود می‌کنند. یکی از این نظریه‌ها خودگرایی اخلاقی است، که پارفیت ادعا می‌کند به‌دلیلدوراهی زندانی «مجموعاً خود را شکست می‌دهد»؛ اگرچه معتقد نیست که این دلیل برای رد این نظریه کافی باشد. در نهایت، پارفیت «اخلاق عقل سلیم» را به دلایل مشابه رد می‌کند.
در این بخش، پارفیت دیدگاه خاصی را به صراحت تأیید نمی‌کند، بلکه نشان می‌دهد که مشکلات نظریه‌های مختلف چیست. تنها تأیید مثبت او «اخلاق غیرشخصی» است؛ غیرشخصی بودن وجه مشترک بخش‌های مختلف کتاب است.

### عقلانیت و زمان
بخش ۲ بر رابطه بین عقلانیت و زمان تمرکز دارد، و به سؤالاتی مانند: آیا باید خواسته‌های گذشته خود را در نظر بگیریم؟ آیا باید کاری انجام دهم که بعداً پشیمانم خواهد کرد، حتی اگر اکنون ایده خوبی به‌نظر برسد؟ و غیره.
هدف اصلی پارفیت در قسمت ۲ ارائه استدلالی علیه نظریه نفع شخصی است. نظریه‌پردازان منفعت شخصی، تفاوت بین افراد مختلف را بسیار مهم می‌دانند، اما تفاوت بین یک فرد در زمان‌های مختلف را اصلاً مهم نمی‌دانند. پارفیت استدلال می‌کند که این باعث می‌شود که نظریه منفعت شخصی از دو جهت آسیب‌پذیر باشد. می‌توان آن را از یک سو با اخلاق و از سوی دیگر با «نظریه هدف فعلی» مقایسه کرد. پارفیت استدلال می‌کند که اهداف فعلی ما گاهی اوقات می‌تواند با منافع شخصی بلندمدت ما در تضاد باشد. استدلال‌هایی که یک نظریه‌پرداز منفعت شخصی برای توضیح این‌که چرا عمل کردن به چنین اهدافی غیرمنطقی است، استفاده می‌کند، می‌تواند علیه نظریه‌پرداز منفعت شخصی باشد، و به‌عنوان استدلال به نفع اخلاق استفاده شود. برعکس، استدلال‌هایی که یک نظریه‌پرداز منفعت شخصی علیه اخلاق استفاده می‌کند نیز می‌تواند به‌عنوان استدلال در حمایت از نظریه «هدف فعلی» استفاده شود.

### هویت شخصی
بخش ۳ بر توضیح هویت شخصی استدلال می‌کند. به جای پذیرش این ادعا که وجود ما یک واقعیت عمیق و مهم در مورد جهان است، روایت پارفیت از هویت شخصی به این صورت است:
در زمان ۱، یک نفر وجود دارد. در زمان بعدی یعنی ۲، همان نفر وجود دارد. به‌نظر می‌رسد یک شخص هستند. در واقع، این افراد خاطرات و ویژگی‌های شخصیتی مشترک دارند. اما هیچ واقعیت دیگری در دنیا وجود ندارد که آن‌ها را به یک شخص تبدیل کند.
استدلال پارفیت برای این موضع بر شهود ما در مورد آزمایش‌های فکری مانند انتقال از راه دور، شکافت و آمیختگی افراد، جایگزینی تدریجی ماده در مغز، تغییر تدریجی روان‌شناسی فرد و غیره تکیه دارد. برای مثال، پارفیت از خواننده می‌خواهد تصور کند که وارد یک «تله ترانسپورتر» می‌شود، ماشینی که شما را به خواب می‌برد، سپس شما را نابود می‌کند، شما را به اتم‌ها می‌شکند، اطلاعات را کپی می‌کند و با سرعت نور به مریخ می‌فرستد. در مریخ، ماشین دیگری شما را دوباره می‌آفریند (از ذخایر محلی کربن، هیدروژن و غیره)، و هر اتم دقیقاً در موقعیت نسبی یکسان قرار می‌گیرد. پارفیت این سؤال را مطرح می‌کند که آیا حمل‌ونقل از راه دور، یک روش سفر است یا نه؛ آیا فردی که در مریخ است همان شخصی است که وارد ترانسپورتر از راه دور روی زمین شده‌است؟ مطمئناً وقتی در مریخ از خواب بیدار می‌شوید، احساس می‌کنید که هستید، به یاد می‌آورید که برای سفر به مریخ وارد دستگاه حمل‌ونقل از راه دور شده‌اید، حتی بریدگی لب بالایی خود را از اصلاح صبح امروز احساس می‌کنید.
سپس تله پورتر ارتقا می‌یابد. تله‌ترانسپورتر روی زمین طوری اصلاح شده‌است که فردی را که وارد آن می‌شود از بین نبرد، اما در عوض می‌تواند به سادگی نمونه‌های بی‌نهایتی بسازد، که همه آن‌ها ادعا می‌کنند در وهله اول ورود به حمل‌ونقل از راه دور را به خاطر دارند.
با استفاده از آزمایش‌های فکری مانند این، پارفیت استدلال می‌کند که هر معیاری که ما بخواهیم از آن برای تعیین یکسانی افراد استفاده کنیم فاقد معیار است، زیرا واقعیت دیگری وجود ندارد. آنچه برای پارفیت اهمیت دارد، صرفاً "رابطه R" است، پیوند روان‌شناختی، از جمله حافظه، شخصیت و غیره.
پارفیت این منطق را ادامه می‌دهد تا زمینه جدیدی برای اخلاق و کنترل اجتماعی ایجاد کند. وی بیان می‌کند که از نظر اخلاقی آسیب رساندن یا مداخله فردی با شخص دیگری اشتباه است و حفظ افراد از این گونه تخلفات بر عهده جامعه است. این یک استنتاج کوتاه است که نتیجه بگیریم که جامعه نیز وظیفه دارد از «خودآینده» یک فرد در برابر چنین تخلفاتی محافظت کند. استعمال دخانیات را می‌توان در سوءاستفاده از حق خودآینده برای وجود سالم طبقه‌بندی کرد. پارفیت منطق رسیدن به این نتیجه را حل می‌کند، که به نظر می‌رسد نفوذ به آزادی‌های شخصی را توجیه می‌کند، اما او به صراحت چنین کنترل تهاجمی‌ای را تأیید نمی‌کند.
نتیجه‌گیری پارفیت شبیه نظریه تجمیعی ذهن دیوید هیوم و همچنین دیدگاه اسکنده بودیسم است، اگرچه خود را به بازنگری صرف آن‌ها محدود نمی‌کند؛ زیرا دیدگاه پارفیت علاوه بر تقلیل‌کننده بودن، تورم‌زدایی نیز دارد: در نهایت، «آنچه مهم است» هویت شخصی نیست، بلکه تداوم ذهنی و پیوستگی است.

### نسل‌های آینده
بخش ۴ به مسائل مربوط به مسئولیت ما در قبال نسل‌های آینده می‌پردازد، که به‌عنوان اخلاق جمعیت نیز شناخته می‌شود. این سؤال را در مورد این‌که آیا نقش داشتن در خلق یک زندگی اشتباه است، آیا تخریب محیط زیست حقوق مردم آینده را نقض می‌کند و غیره، ایجاد می‌کند.
یکی از سؤالاتی که پارفیت مطرح می‌کند این است: با توجه به این که سیر تاریخ به‌شدت بر متولدین آینده تأثیر می‌گذارد (از آن‌جایی که روی این‌که کدام والدین بالقوه واقعاً بچه‌دار می‌شوند تأثیر می‌گذارد؛ و همچنین، تفاوت در زمان لقاح ساختار ژنتیکی فرزند را تغییر می‌دهد)، آیا افراد آینده حق دارند از اعمال ما شکایت کنند، زیرا اگر اوضاع متفاوت بود، احتمالاً وجود نداشتند؟ به این مشکل بی‌هویتی می‌گویند.
مشکل دیگری که پارفیت به آن می‌پردازد، تناقض صرف جمع است، که ظاهراً نشان می‌دهد که بهتر است افراد زیادی، کمی خوشحال باشند تا چند نفر که بسیار خوشحال هستند. پارفیت این دیدگاه را «نفرت‌انگیز» می‌نامد، اما می‌گوید هنوز راه‌حلی پیدا نکرده‌است.

## بازخورد
برنارد ویلیامز دلایل و اشخاص را «به‌طرز درخشانی هوشمندانه و تخیلی» توصیف کرد، و آن را به‌عنوان بخشی از موجی از کار در فلسفه تحلیلی که به‌جای فرااخلاق انتزاعی به مسائل اخلاقی ملموس می‌پردازد، تحسین کرد.
فیلیپ کیچر در بررسی خود از «در باب آنچه مهم است» پارفیت نوشت که دلایل و اشخاص «به‌طور گسترده‌ای سهم برجسته‌ای در مجموعه‌ای از سؤالات در متافیزیک و اخلاق داشته‌است».
پیتر سینگر دلایل و اشخاص را در فهرست ده کتاب مورد علاقه در گاردین قرار داد و اظهار داشت که «اندیشه نافذ پارفیت و نثر عاریه‌ای، این کتاب را به یکی از هیجان‌انگیزترین و حتی چالش‌برانگیزترین آثار یک فیلسوف معاصر تبدیل کرده‌است».
فیلسوف پیتر استراوسن که برای نقد کتاب نیویورک می‌نویسد، نقدی مثبت بر این کتاب نوشته و اظهار داشت: «تعداد بسیار کمی از آثار در این موضوع می‌توانند با پارفیت از نظر دامنه، باروری، منبع تخیلی و منطق استدلال مقایسه شوند».
دیوید چالمرز در مصاحبه‌ای گفت که او دلایل و اشخاص را «دوست دارد» و گفت «احساسم این است که فلسفه تحلیلی وقتی این‌چنین واضح و قابل‌دسترس باشد، چه‌قدر می‌تواند قدرتمند باشد».